# Paletta segnaletica

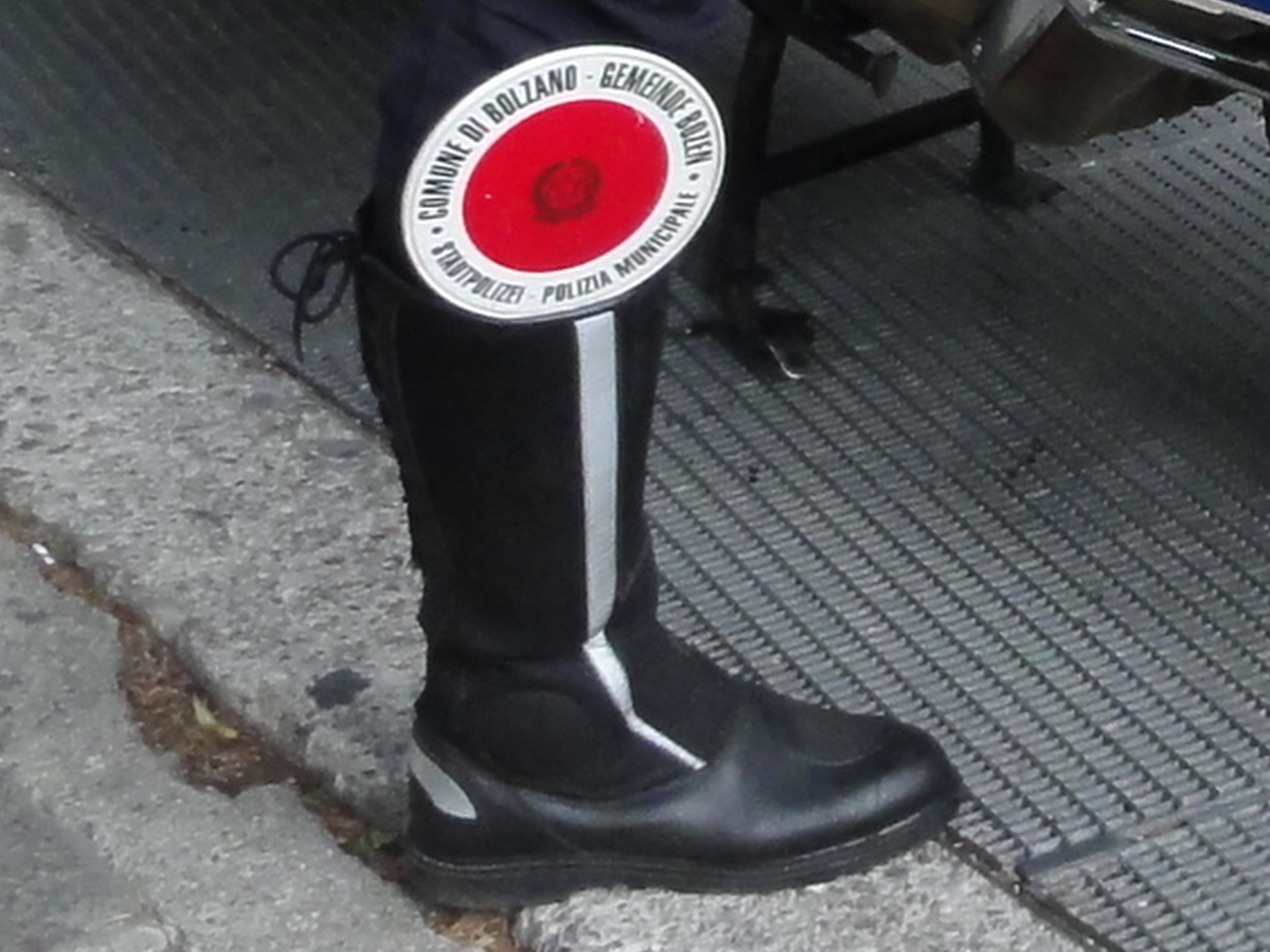
Paletta segnaletica bilingue utilizzata dalla Polizia Locale di Bolzano

Il segnale distintivo per l'espletamento del servizio di polizia stradale, noto più semplicemente come paletta, è un attrezzo in dotazione alle persone abilitate a svolgere i compiti di polizia stradale, che consente il riconoscimento dell'agente.
La funzione principale del segnale distintivo è quella di identificare un agente di polizia stradale in abiti borghesi che intende intimare l'alt oppure per regolare il traffico in situazioni di emergenza. L'agente in borghese che intende contestare violazioni in materia di circolazione stradale, è tenuto a farsi riconoscere esibendo anche la speciale tessera rilasciata dalla competente amministrazione.
La procedura di intimazione dell'alt da parte di agenti in borghese deve avvenire sorpassando il veicolo che si intende fermare e mostrando dal finestrino la paletta di riconoscimento in maniera ben visibile.
Il segnale può, ad ogni modo, essere impiegato anche dagli agenti in divisa per l'intimazione dell'alt o per la regolazione del traffico, in alternativa ai segnali manuali, luminosi o all'uso del fischietto.

## Italia

### Caratteristiche
La legge italiana, nello specifico il Regolamento di attuazione del Codice della Strada, stabilisce le caratteristiche che il segnale distintivo deve possedere.
La paletta si compone di un manico in materiale plastico o metallico lungo 30 cm, terminante con un disco del medesimo materiale, avente diametro di 15 cm.
Su ciascuna faccia del disco viene applicato un adesivo rifrangente con impresso un cerchio rosso nel quale è contenuto l'emblema della Repubblica Italiana, nella sua versione in bianco e nero. Sulla corona circolare bianca vengono impressi:
- in alto, il nome dell'amministrazione di appartenenza dell'agente
- in basso, l'eventuale specificazione della direzione generale, corpo o servizio a cui l'agente è assegnato (eventualmente disposta su due righe).

Sul manico del segnale distintivo è infine impresso il numero di matricola del detentore.

### Utilizzo
La paletta di segnalazione deve essere utilizzata esclusivamente dal personale autorizzato ed unicamente per le funzioni ammesse dalla legge; in caso di utilizzo improprio, l'agente può essere punito con un provvedimento disciplinare.
La sanzione è invece più severa, poiché di carattere penale, per chi dovesse detenere oppure utilizzare un segnale distintivo non avendone diritto. È infatti sufficiente il mero possesso di una paletta contraffatta per far scattare il reato di possesso di segni distintivi contraffatti, previsto dall'art. 497-ter del codice penale. Ai fini della sussistenza del reato è tuttavia necessario che l'oggetto contraffatto sia in grado di trarre agevolmente in inganno i cittadini sulle qualità del detentore.
In Italia, la paletta è data in dotazione a tutti gli appartenenti a corpi abilitati allo svolgimento del servizio di polizia stradale, come previsto dall'art. 12 del Codice della Strada, in particolare si citano: Polizia di Stato, Arma dei Carabinieri, Guardia di Finanza, Polizia Penitenziaria, Polizia locale, Polizia provinciale, Vigili del Fuoco e personale autorizzato dell'ANAS.
In Italia non è invece ammesso l'utilizzo della paletta segnaletica da parte dei volontari della Protezione Civile.

### Paletta per movieri
La normativa italiana identifica anche una paletta segnaletica specifica per regolare la circolazione alternata nei cantieri stradali. L'attrezzo si compone di due facce rotonde di diametro 30 centimetri aventi colori rosso e verde; la paletta per movieri è poi dotata di un manico in materiale plastico lungo 20 centimetri.
Gli automobilisti hanno l'obbligo di arrestare la marcia quando il moviere mostra il lato rosso della paletta e possono ripartire solo quando viene mostrata la parte verde. I due movieri incaricati alla regolazione del traffico possono coordinare le proprie segnalazioni con contatto visivo oppure mediante l'ausilio di apparecchiature ricetrasmittenti; in alternativa possono avvalersi dell'aiuto di un terzo moviere dotato di paletta segnaletica.

### Paletta per servizio di scorta tecnica
Le persone autorizzate allo svolgimento dei servizi di scorta tecnica sono autorizzate, pur non appartenendo a corpi di polizia, ad utilizzare palette segnaletiche specifiche per il loro servizio. Tali dispositivi si compongono di un manico bianco e di un disco in materiale metallico o sintetico a cui si applica, su entrambe le facce, una pellicola rifrangente di colore rosso con un bordino bianco. Questa paletta segnaletica è priva di emblemi o iscrizioni.

### Omessa ottemperanza all'alt
L’omessa ottemperanza da parte del conducente di un veicolo all’invito a fermarsi (alt) di funzionari, ufficiali e agenti cui spetta la prevenzione e l’accertamento dei reati in materia di circolazione stradale (corpi abilitati allo svolgimento del servizio di polizia stradale) integra gli estremi dell'illecito amministrativo previsto dall’art. 192, comma 1 codice della strada, con sanzioni da 84 euro a 335 euro, a cui si aggiunge la decurtazione di 3 punti dalla patente.
La condotta può integrare inoltre il reato di resistenza a pubblico ufficiale qualora, oltre a non fermarsi all'alt, si adottino delle condotte pericolose per l'incolumità degli agenti e degli altri, per esempio iniziando un inseguimento.

## San Marino

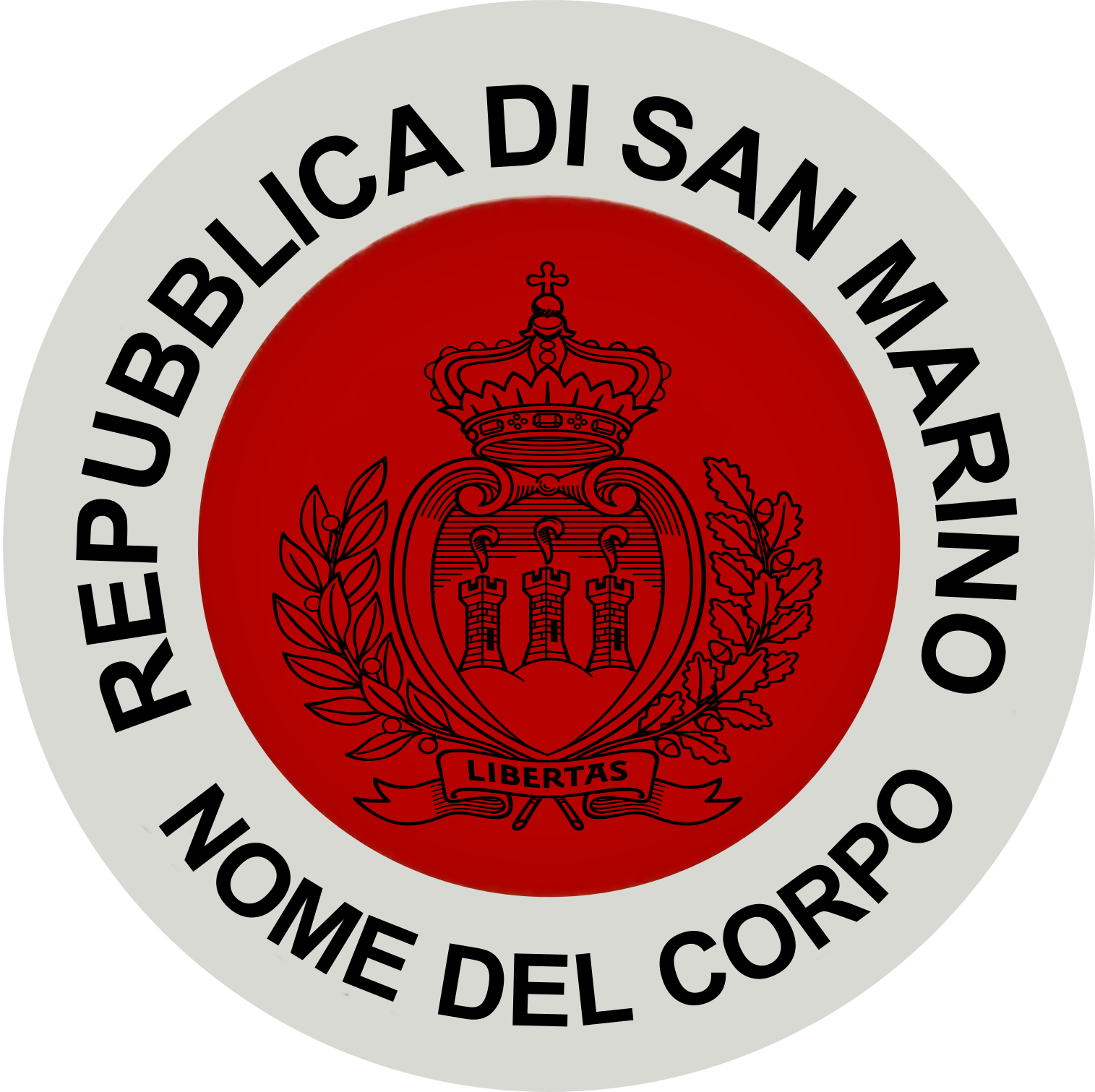
Esempio di disco rifrangente applicato sulle palette segnaletiche sammarinesi

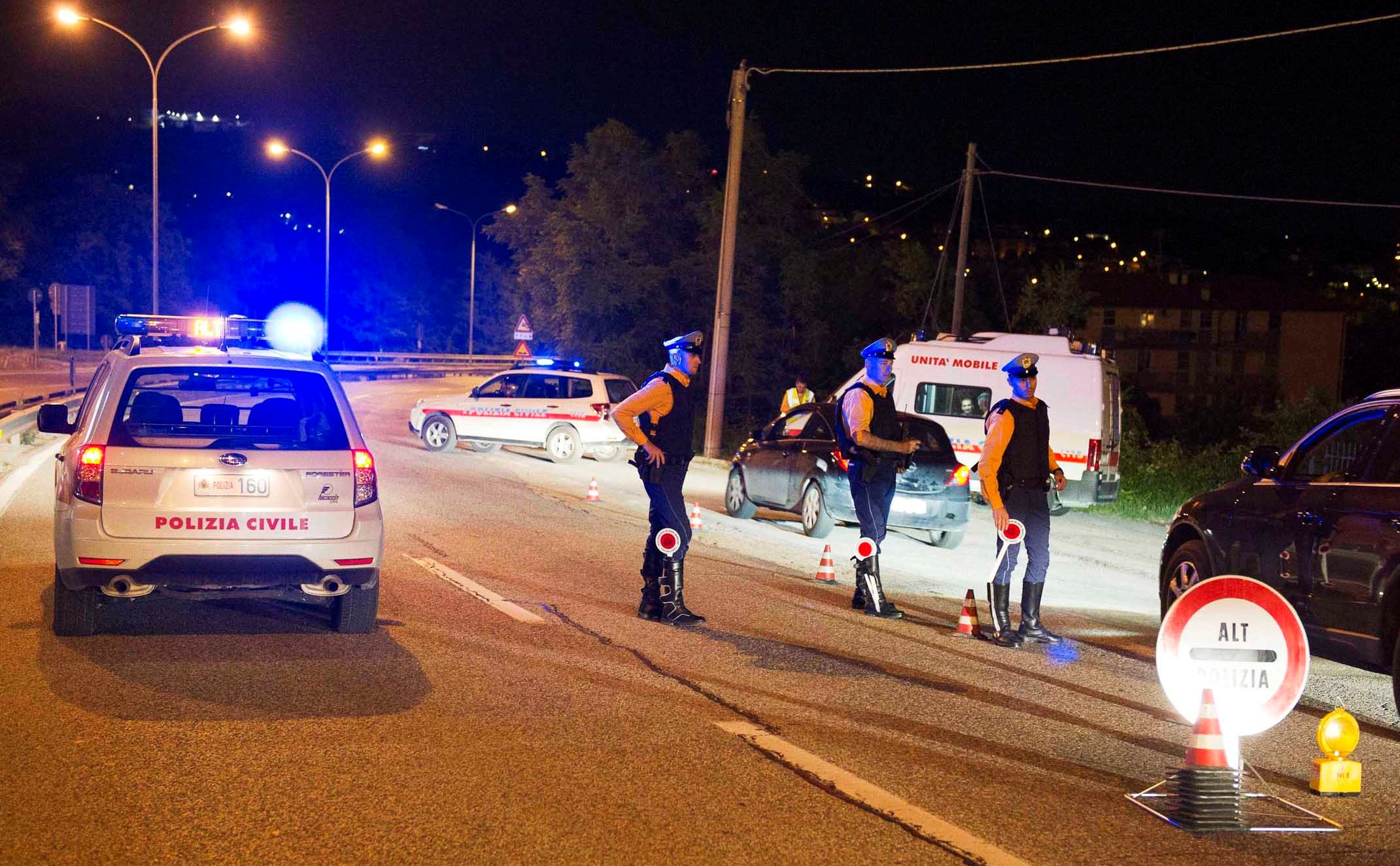
Agenti della polizia civile sammarinese, in servizio con palette segnaletiche

Alle Forze dell'Ordine di San Marino sono fornite in dotazione palette segnaletiche simili a quelle utilizzate in Italia, con la differenza che lo stemma riprodotto nel centro è quello della Repubblica di San Marino, che risulta inoltre essere più grande rispetto alla versione italiana, andando ad occupare tutto lo spazio del disco rosso.
Ulteriore differenza tra i due segnali distintivi sta nelle iscrizioni: a San Marino la scritta superiore non cambia ed è "REPUBBLICA DI SAN MARINO" mentre la specificazione del corpo di appartenenza è impressa nella parte inferiore ("GENDARMERIA", "POLIZIA CIVILE", "GUARDIA DI ROCCA").

## Germania
La paletta segnaletica prevista in Germania (Polizeikelle) è differente rispetto a quella italiana, sulla parte anteriore oltre alle scritte per intimare l'alt in lingua locale ("HALT - POLIZEI", "HALT - ZOLL", "HALT - FEUERWEHR", ecc.) è presente anche una piccola lampadina di colore rosso, oppure una lampadina bianca con coprilampada rosso, in modo da rendere più visibili le segnalazioni, soprattutto in orari notturni. Tale segnalatore luminoso può essere attivato tramite un pulsante posto sull'impugnatura dell'attrezzo.
Alle volte, la parte posteriore della paletta può essere di colore verde e contenere la scritta "STRASSE FREI", col significato di via libera.
La Suprema Corte bavarese, con una sentenza del 1974, ha stabilito che non è negligente il conducente che ha ignorato l'alt intimatogli da agenti in borghese su auto civile con paletta segnaletica, avendo supposto che si trattasse di uno scherzo.

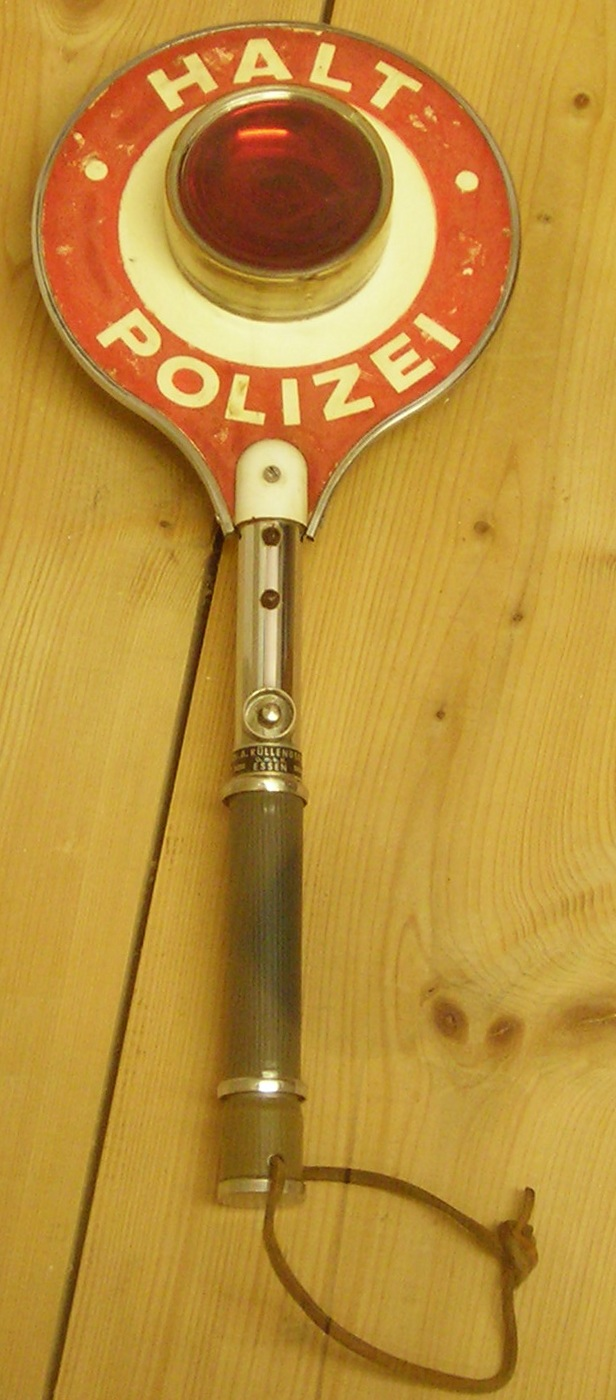
Antico modello di paletta segnaletica in metallo, in uso alla polizia tedesca nel 1970
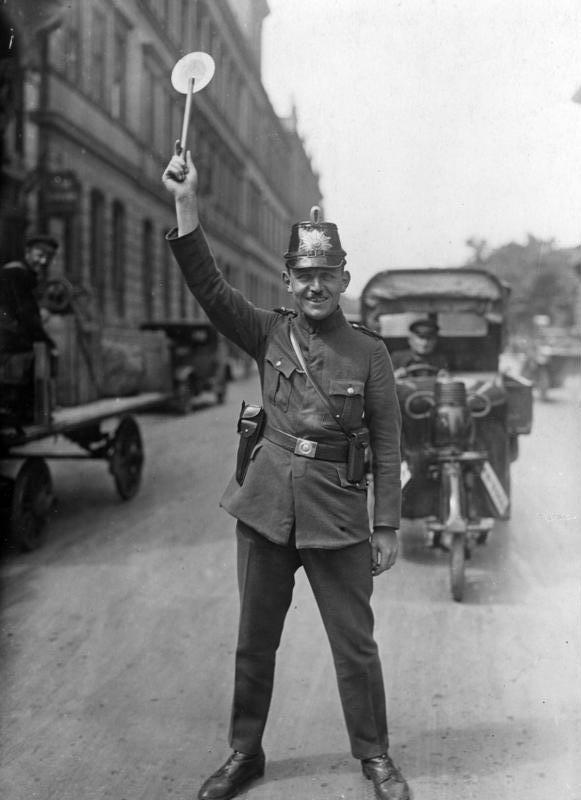
Agente di polizia tedesco con segnale distintivo in mano
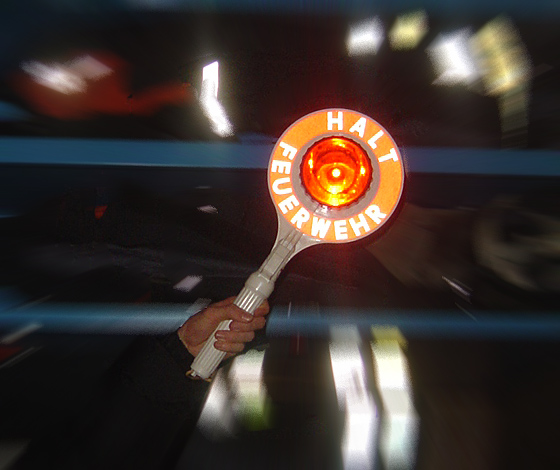
Modello di paletta segnaletica con segnalatore rosso, in dotazione ai vigili del fuoco tedeschi
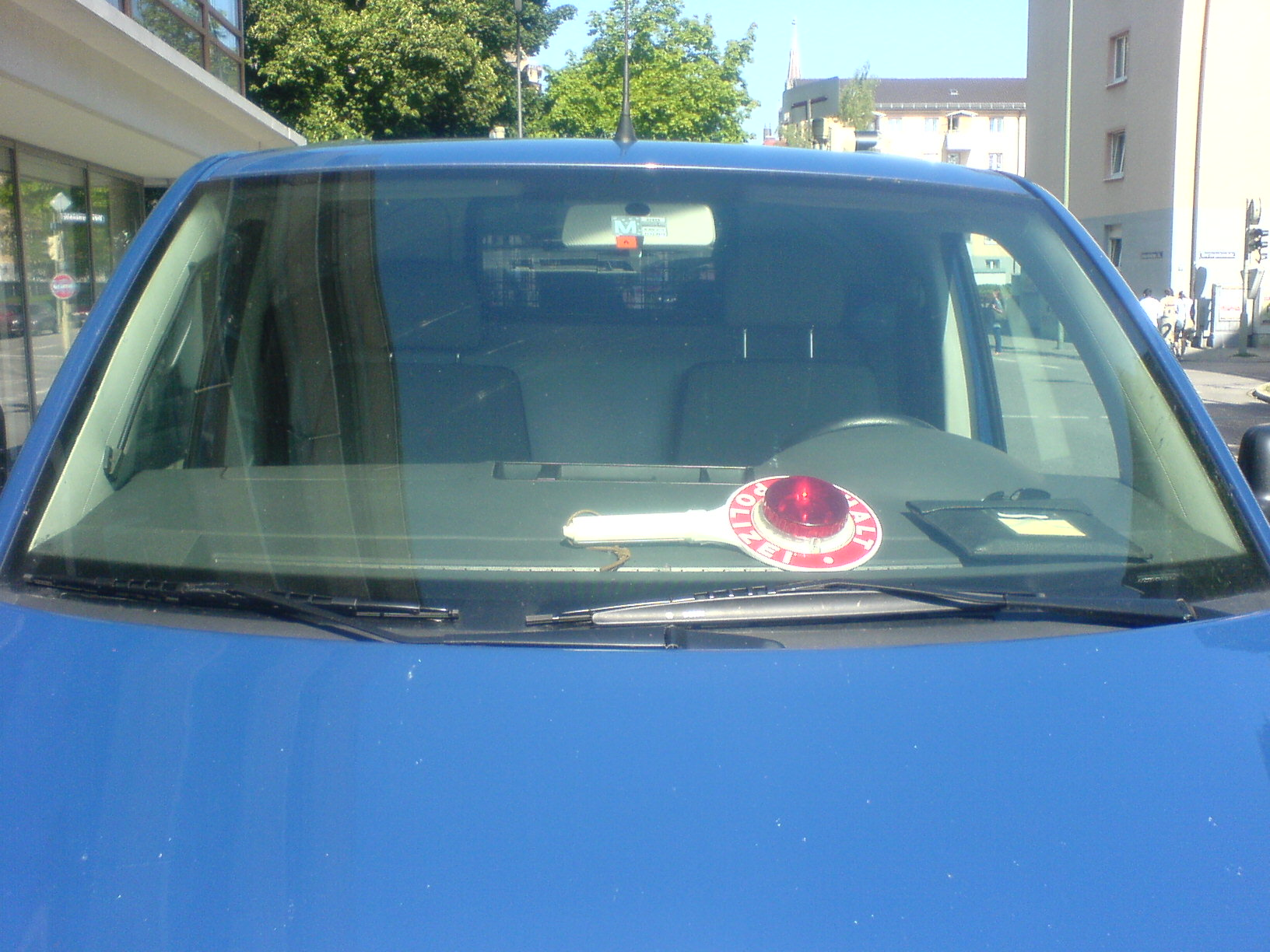
Segnale distintivo esposto sul cruscotto di un'autovettura della polizia bavarese

## Repubblica Ceca
In Repubblica Ceca vengono distinti due tipologie di palette di segnalazione (Zastavovací terč), una per agenti di polizia (molto simile nell'aspetto a quella italiana, ma priva di iscrizioni o stemmi) ed una per le altre persone. Esiste infine un altro attrezzo, un piccolo bastoncino (Směrovka) con strisce alternate bianche e nere, impiegato per regolare il traffico.

Paletta segnaletica in uso alle Forze dell'Ordine in Repubblica Ceca
Paletta segnaletica in uso ai soggetti differenti dalle Forze dell'Ordine in Repubblica Ceca
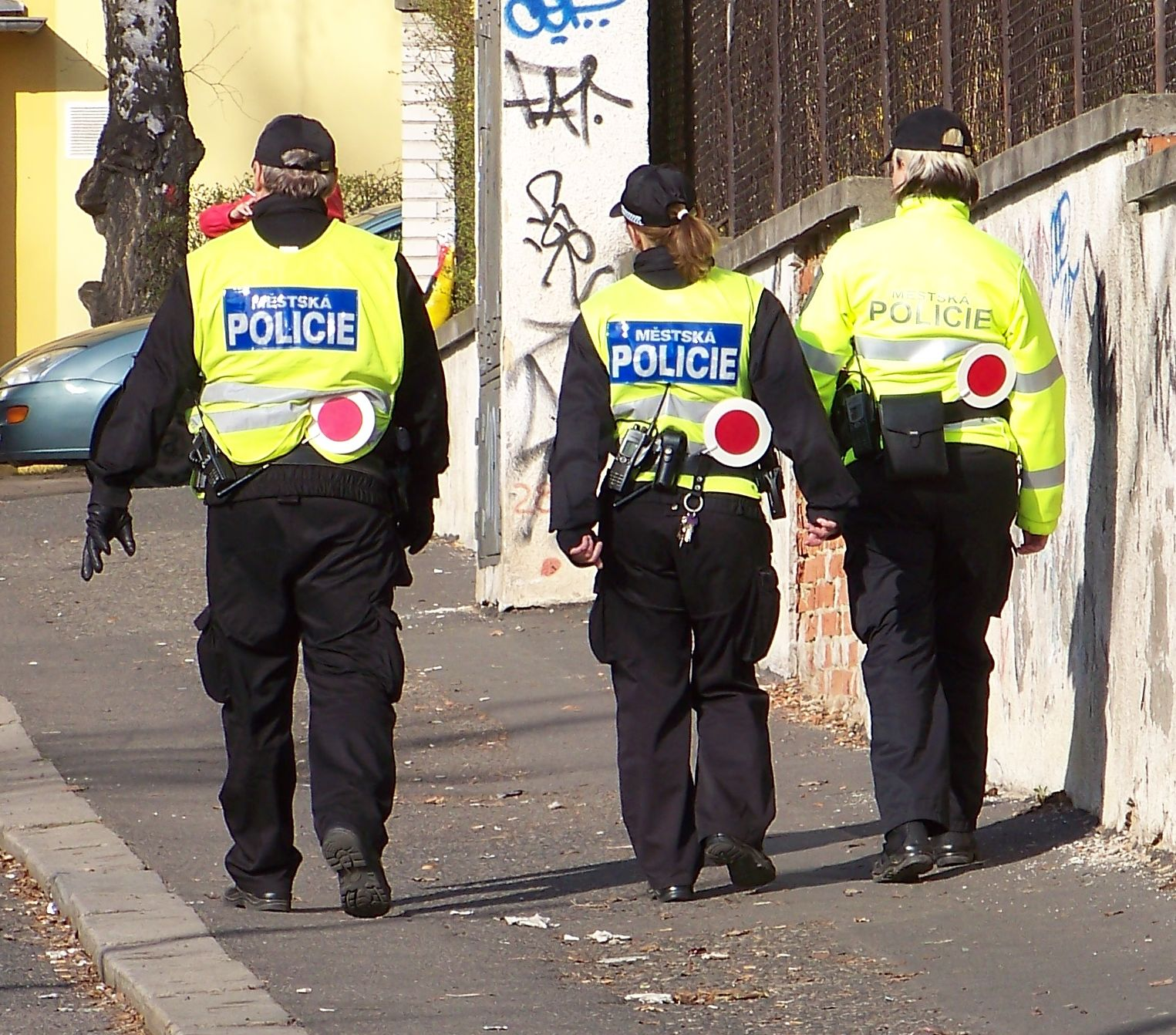
Agenti di polizia municipale della città di Praga, Repubblica Ceca, in servizio con paletta distintiva
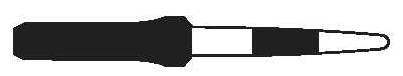
Paletta segnaletica ceca, impiegata nel servizio di gestione del traffico

## Albania

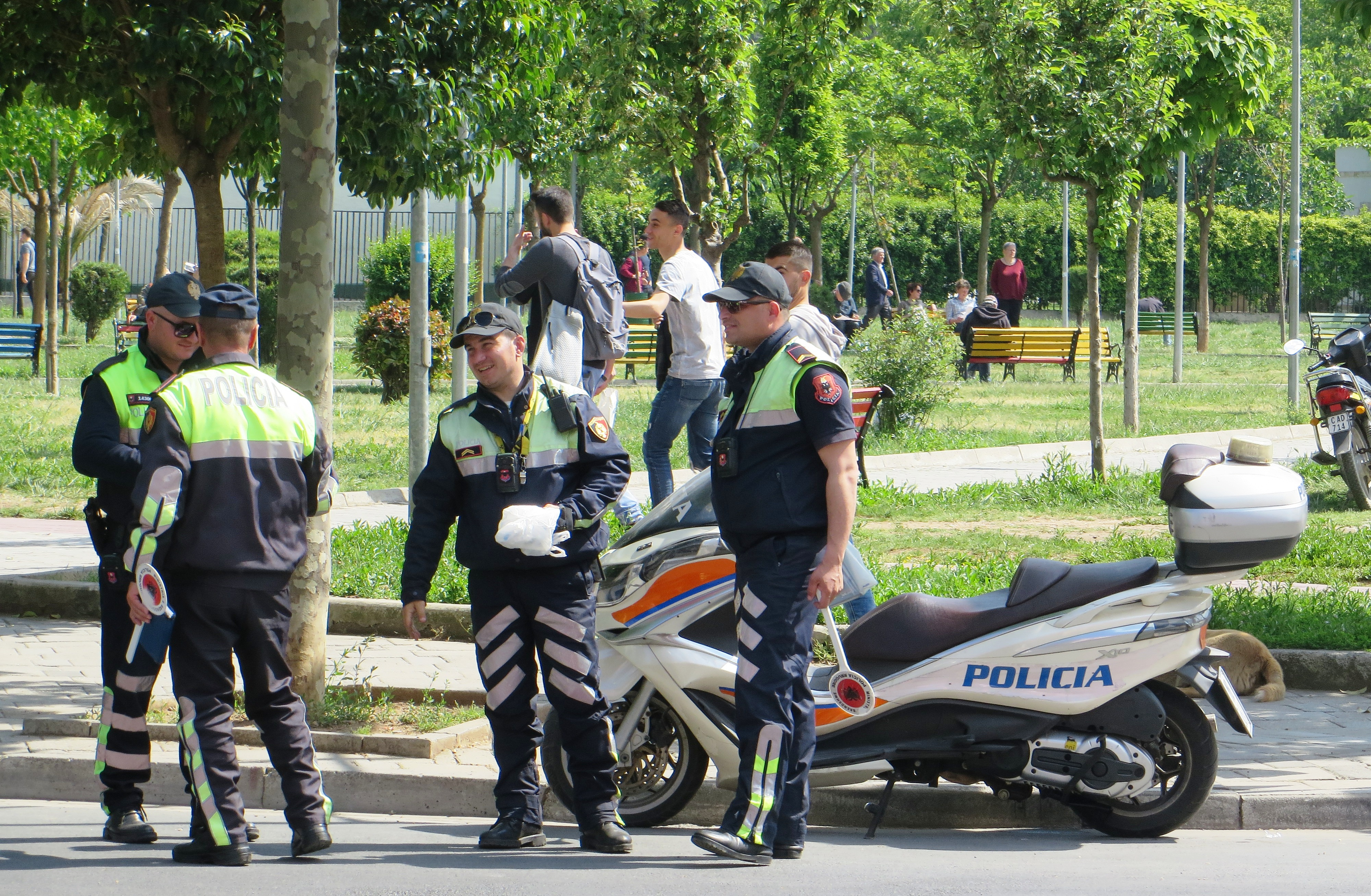
Agenti della polizia stradale albanese in servizio con palette segnaletiche

Come accade per il resto della segnaletica stradale, anche le palette segnaletiche in uso dalla polizia stradale albanese sono simili a quelle italiane: al centro del disco rosso è impressa l'aquila a due teste che si ritrova anche sulla bandiera nazionale. I segnali distintivi in possesso della Policia Rrugore (il corpo di polizia stradale dell'Albania) presentano le scritte "MINISTRIA E BRENDSHME" e "POLICIA RRUGORE".